# Anatole Roujou
Anatole Roujou, né le 16 octobre 1841 à Choisy-le-Roi et mort le 14 décembre 1904 à Clermont-Ferrand, est un naturaliste, géologue, archéologue et anthropologue français.

## Biographie
Né d'un père médecin, Anatole Roujou suit des cours au Muséum d'histoire naturelle avant d'entrer en 1867 comme géologue à la ville de Paris. En 1874, il devient docteur en sciences naturelles à Montpellier avec deux thèses : « Recherches sur les races humaines de la France » et « Étude sur les terrains quaternaires du bassin de la Seine et quelques autres bassin ». Il est ensuite chargé de cours à la Faculté des sciences de Clermont-Ferrand,.
Il fut membre de la Société d'anthropologie de Paris, de la Société de Borda, de la Société des sciences naturelles de Saône-et-Loire et de la Société scientifique, historique et archéologique de la Corrèze.
Dans sa nécrologie, le docteur Gaston Charvilhat, membre de la Société préhistorique française, écrit qu'Anatole Roujou fut « le premier qui s'occupa d'une façon sérieuse de l'anthropologie du Puy-de-Dôme et du plateau central ».

## Publications sélectives
- Recherches et études sur les sépultures celtiques des environs de Choisy-le-Roi, 1863.
- Crânes gallo-romains, découverts à St Germain près de Corbeil, Bulletins de la Société d'Anthropologie, 1863.
- Station de l'âge de la pierre polie découverte à Villeneuve-Saint-Georges, Bulletins de la Société d'Anthropologie, 1863.
- Recherches et études sur l'âge de la pierre quaternaire dans les environs de Choisy, 1865.
- De la perfectibilité des animaux, Bulletins de la Société d'Anthropologie, 1866.
- Note sur les foyers antéhistoriques découverts dans le lœss des environs de Choisy, Bulletins de la Société d'Anthropologie, 1866.
- Considérations sur l'homme miocène, Bulletins de la Société d'Anthropologie, 1869.
- Note sur des stries observées sur des grès de Fontainebleau, des meulières de la Brie, des silex etc. engagés dans les divers diluviums des environs de Paris, Bulletins de la Société d'Anthropologie, 1870.
- Du type primitif des mammifères, Paris, 1870.
- Phénomènes glaciaires du bassin de la Seine, Bulletins de la Société d'Anthropologie, 1872.
- Du développement des poils chez l'homme au point de vue pathologique et au point de vue ethnique, Bulletins de la Société d'Anthropologie, 1873.
- De quelques instruments de pierre encore en usage dans les montagnes du centre et du midi de la France, Bulletins de la Société d'Anthropologie, 1874.
- Étude sur les races humaines de la France, C. Reinwald et Cie, Paris, 1874 (lire en ligne).
- Recherches histologiques sur la structure des fibres musculaires, Bulletins de l'Académie des sciences, 1875.
- Grande longueur de l'humérus et brièveté du fémur chez quelques montagnards du centre de la France, Bulletins de la Société d'Anthropologie, 1876.
- Influence des phénomènes géologiques sur les migrations humaines, Société de Borda, 1876.
- Quelques mots sur les spermatozoïdes, Mémoire de la Société des sciences naturelles de Saône-et-Loire, 1876.
- Races humaines du plateau central et des régions avoisinantes, Bulletins de la Société S.S.H.A. de la Corrèze, 1879.
- Quelques mots sur l'industrie du fer, ses origines, ses transformations, les aciers et les trempes, Bulletins de la Société S.S.H.A. de la Corrèze, 1901.
- Des tremblements de terre, de leurs causes et des moyens d’atténuer en partie leurs effets, Clermont-Ferrand : imprimerie de P. Raclot, 1903.